# Haag in Oberbayern
Haag in Oberbayern è un comune tedesco di 6 359 abitanti, situato nel land della Baviera.